# Romano Frigieri
Romano Frigieri (Fiorano Modenese, 11 febbraio 1936 – Trieste, 18 agosto 2013) è stato un calciatore italiano, di ruolo difensore.

## Caratteristiche tecniche
Giocava come terzino destro.

## Carriera
Dopo il debutto in IV Serie con il Belluno, nel 1959 passa alla Triestina disputando sei campionati, di cui cinque in Serie B per un totale di 169 presenze e 2 reti tra i cadetti.
Nel 1965 si trasferisce alla Sambenedettese, dove gioca per altri sei anni in Serie C.
Quindi ritorna alla Triestina disputando altri due campionati dal 1971 al 1973, risultando ottavo nella classifica per presenze dei calciatori alabardati, con 236 partite giocate nell'arco di otto campionati.

## Palmarès

### Club

#### Competizioni nazionali
- Serie C: 1

Triestina: 1961-1962
- Serie D: 1

Triestina: 1971-1972